# Філіп Їха
Філіп Їха (чеськ. Filip Jícha, 19 квітня 1982, Плзень) — чеський гандболіст, правору́чний. У жовтні 2017 року закінчив спортивну кар'єру через проблеми зі здоров'ям. Найбільша зірка чеської збірної з гандболу.

## Біографія
Свою спортивну кар'єру розпочинав ще як студент у 1988 році в Старому Плзені, грав з 1995 по 2000 рік за команду «Славія Плзень». Свій перший професійний контракт підписав у віці 18 років з клубом «Дукла Прага», в якому грав до 2003 року. У січні 2003 року перейшов до закордонного саудівського клубу «Аль Ахлі Єддах», звідки в лютому 2003 року перейшов до спортивного клубу «Аль Ахлі Катар». У червні цього ж року перейшов до «TSV St. Otmar St. Gallen» у Швейцарії, однак в травні 2004 року повернувся до Катару.
З 2005 року почав виступати в німецькій гандбольній Бундеслізі, в спортивному клубі «TBV Lemgo Lippe», і став першим чехом, який виграв європейський трофей — Кубок Європейської федерації гандболу. 20 червня 2007 року перейшов до гандбольного клубу «THW Kiel», де мав No 39.
У національній збірній команді Чехії Філіп Їха дебютував у вересні 2000 року в Поважській Бистриці в грі проти Словаччини, забивши два голи. Всього в національній збірній грав у 158 матчах і забив 877 голів. Команда з його участю завойовувала 8 місце на чемпіонаті Європи 2010, 10 місце в 2005 та 12 місце в 2007 році на чемпіонаті світу.
У 2015 році підписав чотирирічний контракт з клубом «FC Barcelona».
Тепер Філіп Їха тренує німецьку команду міста Кіль. У 2020 році його команда дострокова здобула перше місце, оскільки через пандемію дальший перебіг змагань зупинили. У фіналі чотирьох брали учать команди керовані трьома іспанськими тренерами, а переміг чех Філіп Їха.

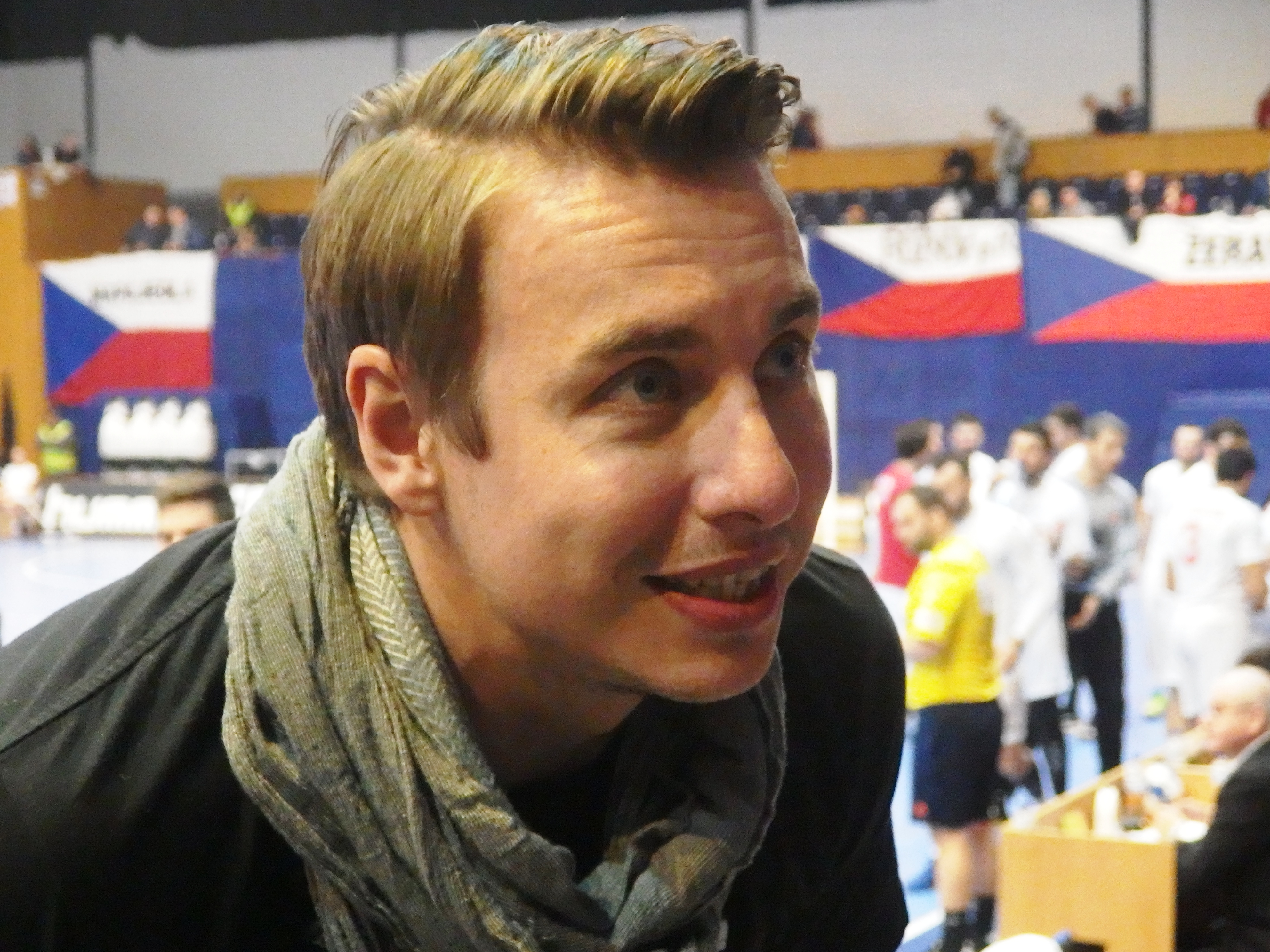
Філіп Їха. 2016

## Досягнення
За успіхи в 2010 році Філіп Їха 13 січня 2011 року був названий найкращим гандболістом Ліги Чемпіонів (ЛЧ), він забив найбільше голів у сезоні ЛЧ 2009/2010 років. Також серед його здобутків сенсаційна перемога «Кілю» в фіналі Ліги Чемпіонів проти «Барселони».
- 2010 — Гравець року Міжнародної федерації гандболу (МФГ).[7]
- Філіп Їха є триразовим переможцем анкети «Гандболіст року в Чеській Республіці» в 2007, 2008 і 2010 роках, а також найкращим гравцем бундесліги в 2009 і 2010 роках.[2]

### Гандбольні клуби
«Славія Плзень»
- 1995 — початок кар'єри

«Аль Ахлі»
- 2002 — володар Кубка еміратів Катару

«Дукла Прага»
- 2003 — віцечемпіон Чехії

«TSV St. Otmar St. Gallen»
- 2005 — півфінал Кубка виклику Європейської гандбольної федерації

«TBV Lemgo»
- 2006 — володар Кубка Європейської гандбольної федерації

«Кіль»
- 2007, 2008, 2011 — володар суперкубку Німеччини
- 2008, 2009, 2011, 2012, 2013 — володар Кубка Німеччини
- 2008, 2009, 2010, 2012, 2013, 2014, 2015 — Чемпіон Німеччини
- 2008, 2009 — фіналіст Ліги чемпіонів
- 2010, 2012 — переможець Ліги чемпіонів
- 2011 — володар Супер Глобусу
- 2020 — переможець Ліги чемпіонів 2020 (на посаді головного тренера)[4]

## Особисте життя
Філіп Їха одружений, дружина — Ганна, вони мають двоє дітей — дочка Валерія та син Вінсент. Крім гандболу цікавиться гольфом, інтернетом, любить читати.